# Campionat de Catalunya d'hoquei sobre herba masculí 1956-1957
El Campionat de Catalunya d'hoquei sobre herba masculí 1956-1957 fou la trenta-sisena edició de la competició. Se celebrà des del de 1956 fins al 10 de març de 1957 i fou organitzada per la Federació Catalana de Hockey. Hi participaren vuit clubs, destacant els equips habituals del campionat com RC Polo, vigent campió, el CD Terrassa, el Club Egara, el FC Barcelona, entre d'altres.
La competició se celebrà durant els caps de setmana de la temporada 1957-1958 i es disputà en format de lliga regular a doble volta, un partit com a local i l'altre com a visitant, amb un total de catorze jornades. La classificació final s'establí d'acord amb els punts totals obtinguts per cada participant en finalitzar el campionat. Els equips obtingueren dos punts per cada victòria, un punt per cada empat i cap punt per cada derrota.
Es proclamà campió el Reial Club de Polo, que aconseguí el seu setzè campionat.

## Clubs participants
- Atlètic Terrassa Hockey Club
- CF Barcelona
- Club Egara
- Júnior Futbol Club
- Pedralbes Hockey Club
- Reial Club de Polo de Barcelona
- Club Deportiu Terrassa
- Terrassa Hockey Club

## Taula de resultats
| Casa \ Fora         | ATL | FCB | EGA | JUN | PED | POL | TER | THC |
| ------------------- | --- | --- | --- | --- | --- | --- | --- | --- |
| Atlètic Terrassa HC | —   |     |     |     |     |     |     |     |
| CF Barcelona        |     | —   |     |     |     |     |     |     |
| Club Egara          |     |     | —   |     |     |     |     |     |
| Júnior FC           |     |     |     | —   |     |     |     |     |
| Pedralbes HC        |     |     |     |     | —   |     |     |     |
| RC Polo             |     |     |     |     |     | —   |     |     |
| CD Terrassa         |     |     |     |     |     |     | —   |     |
| Terrassa HC         |     |     |     |     |     |     |     | —   |

## Classificació general
| Pos | Equip               | PJ | PG | PE | PP | GF | GC | DG  | Pts |
| --- | ------------------- | -- | -- | -- | -- | -- | -- | --- | --- |
| 1   | RC Polo             | 14 | 10 | 3  | 1  | 38 | 10 | +28 | 23  |
| 2   | Club Egara          | 14 | 8  | 5  | 1  | 22 | 10 | +12 | 21  |
| 3   | CD Terrassa         | 14 | 9  | 3  | 2  | 26 | 19 | +7  | 21  |
| 4   | CF Barcelona        | 14 | 6  | 1  | 7  | 15 | 19 | −4  | 13  |
| 5   | Terrassa HC         | 14 | 4  | 5  | 5  | 9  | 18 | −9  | 13  |
| 6   | Atlètic Terrassa HC | 14 | 3  | 4  | 7  | 14 | 16 | −2  | 10  |
| 7   | Júnior FC           | 14 | 2  | 3  | 9  | 7  | 30 | −23 | 7   |
| 8   | Pedralbes HC        | 14 | 0  | 4  | 10 | 8  | 28 | −20 | 4   |

| Campió de Catalunya d'hoquei sobre herba 1956-57 |
| ------------------------------------------------ |
| Reial Club de Polo Setzè títol                   |